# Allium alaicum
Allium alaicum — вид рослин з родини амарилісових (Amaryllidaceae); поширений у Киргизстані й Узбекистані.

## Опис
Рослина 20–50 см заввишки. Листки 5–17 мм ушир. Листочки оцвітини 6 мм завдовжки, світло-фіолетові з темнішою жилкою.

## Поширення
Поширений у Киргизстані й Узбекистані.